# محمد باسندوه
محمد سالم باسندوه (به انگلیسی: Mohammed Salim Basindawa) (زاده ۴ آوریل ۱۹۳۵)، سیاست‌مدار و نخست‌وزیر سابق کشور یمن است. وی از دسامبر ۲۰۱۱ تا سپتامبر ۲۰۱۴ نخست‌وزیر این کشور بود. وی بین سال‌های ۱۹۹۳ تا ۱۹۹۴ وزیر خارجه یمن بود.
محمد باسندوه عضو حزب حاکم یمن بود، اما در اوایل سال ۲۰۰۰ با استعفای خود به مخالفان علی عبدالله صالح، رییس‌جمهور وقت پیوست.
در سال ۲۰۱۱، پس از ماه ها ناآرامی، باسندوه مامور تشکیل دولت انتقالی برای رهبری دولت پس از سقوط علی عبدالله صالح شد و در ۲۷ نوامبر ۲۰۱۱، به عنوان نخست‌وزیر یمن معرفی شد و اعضای کابینه وی در ۱۰ دسامبر ۲۰۱۱ سوگند یاد کردند.